# François Thijm
François Thijm (Paramaribo, 24 december 1943 – Belém, 25 juni 2015) was een Surinaams voetballer. Hij woonde en werkte vanaf de jaren 1960 in Brazilië. Hij was doelman voor Clube do Remo in de eerste divisie van de Braziliaanse voetbalcompetitie (Campeonato Brasileiro Série A).

## Carrière
Thijm begon met voetballen bij de Surinaamse club Columbia en stapte  stapte kort daarna over naar SV Voorwaarts. Hij was in dienst van de luchtvaartmaatschappij SLM.
In 1961 maakte de Braziliaanse club Clube do Remo een reeks vriendschappelijke wedstrijden door heel Suriname heen. Toen doelman Arlindo niet meekwam bood de manager van SLM aan om Thijm in te zetten. Dit werd door het bestuur van de club geaccepteerd.
Thijm maakte indruk en werd in de tien jaar daarna de doelman voor Clube de Remo. Naast doelverdediger, was hij actief voor de club als assistent-trainer (van trainer Paulo Amaral), masseur, coach, keeperstrainer en technisch coördinator. Tijdens het Braziliaanse voetbalkampioenschap van 1972 was hij voorzitter van de delegatie, coach, masseur en reservedoelman.
Bij de Surinaamse onafhankelijkheid van 1975 kreeg hij de keuze tussen de Surinaamse en de Nederlandse nationaliteit. Hij verkoos toen de Braziliaanse, zodat hij actief kon blijven voor Remo. In 2007 werd hij opnieuw aangenomen door Remo als technisch leider. 
Op 25 juni 2015 overleed hij in de hoofdstad Pará aan alvleesklierproblemen .